# Boccaccio (cràter)
Boccaccio és un cràter d'impacte en el planeta Mercuri de 151,95 km de diàmetre. Porta el nom del poeta i escriptor italià Giovanni Boccaccio (1313-1375), i el seu nom va ser aprovat per la Unió Astronòmica Internacional el 1976.